# Sphaeralcea coulteri
Sphaeralcea coulteri là một loài thực vật có hoa trong họ Cẩm quỳ. Loài này được (S. Watson) A. Gray miêu tả khoa học đầu tiên năm 1887.